# Aporia nabellica
Aporia nabellica is een vlindersoort uit de familie van de Pieridae (witjes), onderfamilie Pierinae.
Aporia nabellica werd in 1836 beschreven door Boisduval.